# Gay Mercader
Lluís Jordi Mercader Aguilar (Barcelona, 1949), más conocido como Gay Mercader, es un promotor musical español.

## Biografía
Mercader se crio en París y regresó a Barcelona en 1971. Es sobrino de la actriz María Mercader y pariente lejano de Ramón Mercader.
En 1973 fundó la empresa Gay & Company, primera compañía española en promocionar la música rock internacional, con la realización de conciertos de The Rolling Stones, Bob Dylan, Michael Jackson, The Police, Lou Reed, The Doors, Patti Smith, Iggy Pop, Bob Marley o Bruce Springsteen. A lo largo de su carrera ha organizado unos 3400 conciertos.

## Reconocimientos
En 2003, el Ayuntamiento de Barcelona le otorgó la Medalla de oro al Mérito Cultural.
En 2019, Pilar Cruz y Montse Mompó dirigieron una película documental titulada El gran mercader del Rock and Roll, que era un retrato del agente comercial.
En 2022, fue galardonado con la Medalla de Oro al Mérito en las Bellas Artes que otorga el Ministerio de Cultura de España.